# Michael Clark Hutchison
Michael Clark Hutchison (* 26. Februar 1914 in Edinburgh; † 21. März 1993 in Pangbourne) war ein britischer Politiker.

## Leben
Hutchison wurde 1914 in Edinburgh als Sohn des Politikers George Aitken Clark Hutchison geboren. Sein Bruder ist der Politiker Ian Clark Hutchison. Hutchison studierte Rechtswissenschaften und wurde 1937 in das Gray’s Inn aufgenommen. Im selben Jahr erhielt er seine Zulassung als Anwalt und ehelichte Anne Taylor. Das Ehepaar zeugte zwei Kinder, einen Sohn und eine Tochter. Zu Beginn des Zweiten Weltkriegs war Hutchison in Australien für eine Reederei tätig. Er ging zum Militär und kämpfte in den australischen Verbänden in Nordafrika und später gegen Japan. Hutchison verließ das Militär im Range eines Majors und schloss sich den britischen Kolonialtruppen an. Hier wurde er unter anderem in Palästina (1946 bis 1948) und der Kolonie Aden (1949 bis 1955) eingesetzt. 1955 schied er aus dem Militärdienst aus, um sich seiner politischen Karriere zu widmen.

## Politischer Werdegang
Erstmals trat Hutchison bei den Unterhauswahlen 1955 zu Wahlen auf nationaler Ebene an. Für die Unionist Party bewarb er sich um das Mandat des Wahlkreises Motherwell. Hutchison konnte sich jedoch nicht gegen den Labour-Kandidaten George Lawson durchsetzen und verpasste den Einzug in das britische Unterhaus. Nach dem Ableben seines Parteikollegen William Darling im Jahre 1957 kandidierte Hutchison bei den fälligen Nachwahlen in dessen Wahlkreis Edinburgh South. Trotz massiver Stimmverluste setzte er sich gegen die Kandidaten von Labour und Liberal Party durch und zog erstmals in das britische Parlament ein. Bei den folgenden Unterhauswahlen 1959, 1964, 1966, 1970 sowie im Februar und Oktober 1974 hielt er sein Mandat. Zu den Unterhauswahlen 1979 trat Hutchison nicht mehr an und schied aus dem House of Commons aus. Im Parlament fungierte Hutchison mehrfach als Parliamentary Private Secretary.